# Easter Road
Pour les articles homonymes, voir Easter (homonymie).
Easter Road est un stade de football situé à Édimbourg, dans le quartier de Leith. Il accueille depuis 1893 les matches à domicile du Hibernian Football Club, club de première division écossaise.

## Histoire
Ce stade a une capacité de 17 500 places.
Deux équipes de football féminin y jouent le 9 mai 1881 à l'ancien stade Hibernian Park. Le match est homologué comme un match international entre l'Écosse et l'Angleterre,. L'Écosse gagne 3 à 0, et Lily St. Clare marque le premier but, au premier match connu du football féminin,.
En 1995, le club de Raith Rovers y a joué en Coupe UEFA contre le Bayern Munich.
Easter Road a accueilli quatre matches de l'équipe d'Écosse de football ainsi qu'un match amical entre la Corée du Sud et le Ghana (1-3) le 4 juin 2006.